# Robert Denniston

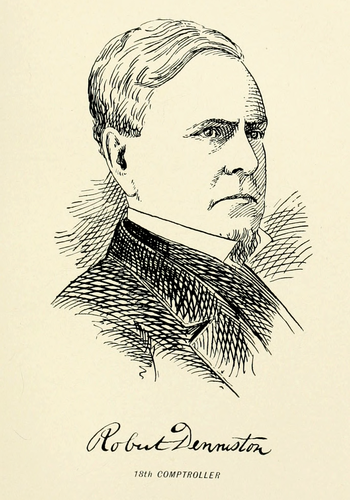
Robert Denniston

Robert Denniston (* 15. Oktober 1800 in Blooming Grove, New York; † 2. Dezember 1867 ebenda) war ein US-amerikanischer Jurist und Politiker.

## Werdegang
Robert Denniston, Sohn von Prudence Morrison und James Denniston (um 1770–1825), wurde 1800 im Orange County geboren. Seine Jugend war vom Britisch-Amerikanischen Krieg überschattet. Irgendwann studierte er Jura und erhielt seine Zulassung als Anwalt. Am 24. September 1823 heiratete er Julianna Howell († 1825). Nach ihrem Tod heiratete er Mary Scott. Das Paar bekam fünf Söhne und sechs Töchter. Er diente als Offizier in der New York State Militia und war Friedensrichter im Blooming Grove. Der Gouverneur von New York William L. Marcy ernannte ihn zum Richter am Court of Common Pleas im Orange County.
Zu jener Zeit gehörte er der Demokratischen Partei an. Er saß 1835, 1839 und 1840 für Orange County in der New York State Assembly und von 1841 bis 1847 für den 2. Bezirk im Senat von New York (64. bis 70. New York State Legislature). Während seiner Zeit im Senat von New York hatte er den Vorsitz im Committee on Canals. In der Folgezeit schloss er sich der Republikanischen Partei an. Er kandidierte 1857 für den Posten als New York State Comptroller, erlitt aber eine Niederlage gegenüber dem Demokraten Sanford E. Church. 1859 kandidierte er erneut für den Posten als New York State Comptroller und errang einen Sieg. Er bekleidete den Posten von 1860 bis 1861. Die Folgejahre waren vom Bürgerkrieg überschattet.